# トルクメニスタン航空
トルクメニスタン航空（トルクメニスタンこうくう、Turkmenistan Airlines）はトルクメニスタンの航空会社。同国のフラッグ・キャリアであり首都アシガバートにあるアシガバート空港を中心にロシアやヨーロッパ、アジアに路線を拡げている。国際線は全便が西側諸国で訓練を受けたパイロットにより運航され、2クラスを導入したボーイング機を使用している。

## 歴史
トルクメニスタン航空は1992年にソビエト連邦を構成していた国として初めてボーイング社製の航空機を購入しており、2001年以降は老朽化したソビエト連邦時代の航空機を徐々に売却し、国内線用のボーイング717への買い替えを進めている。
2014年にはボーイング777-200LRを2機導入したが、2019年6月のパリ航空ショーで同型機をさらに1機追加発注する意向が示された。
2019年2月より、EASAにより「国際安全基準を満たすまで運航を認めない」とされたため、EU域内（ロンドン、バーミンガム、パリ、フランクフルト）への路線は一時運休している。ただし、同年4月15日に更新されたThe EU Air Safety Listには加えられていない。ルフトハンザ航空の協力のもと、EASAと協議を重ねた結果、8月には運航を再開できる見込みである。
2023年12月に、元キャセイパシフィック航空のB777-300ER型機を中古で2機導入。なお機内は、ビジネスクラス40席、プレミアムエコノミークラス32席、エコノミークラス296席の368席仕様で、キャセイパシフィック航空時代のものを継続する。

## 就航都市
2024年8月現在以下の空港に就航している。
国内線

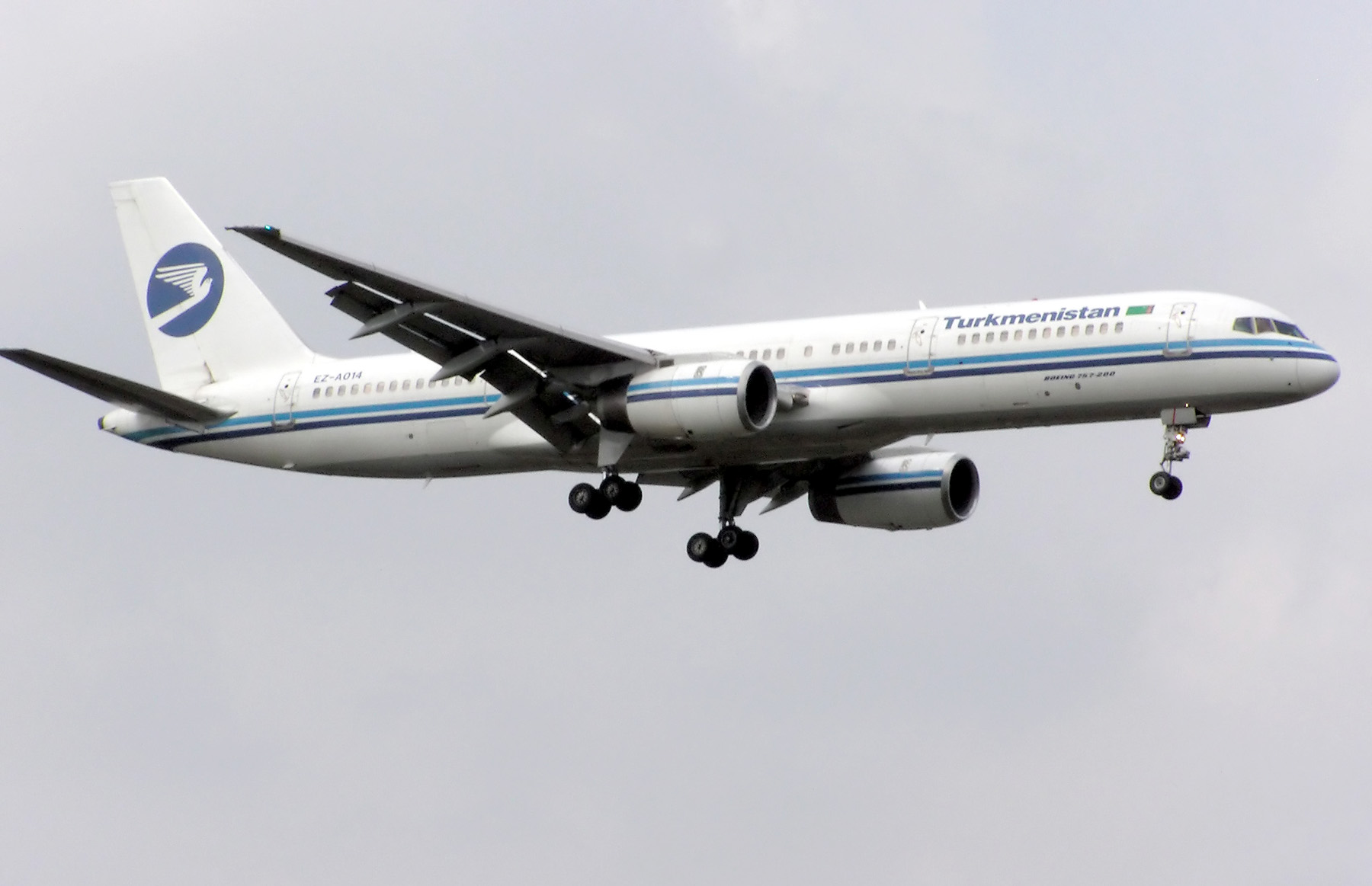
ボーイング757‐200（旧塗装）

アシガバート、ダショグズ、テュルクメナバート、テュルクメンバシュ、マル、ケルキの6都市に就航。
国際線
- 欧州
  - ドモジェドヴォ空港（モスクワ）
  - カザン国際空港（カザン）
  - フランクフルト空港（フランクフルト・アム・マイン）
  - ミラノ・マルペンサ空港（ミラノ）
  - ヒースロー空港（ロンドン）
  - ガトウィック空港（ロンドン）
- 中東
  - ドバイ国際空港（ドバイ）
  - アブダビ国際空港（アブダビ）
  - キング・アブドゥルアズィーズ国際空港（ジッダ）
  - イスタンブール空港（イスタンブール）
- 東南アジア
  - スワンナプーム国際空港（バンコク）
  - タンソンニャット国際空港（ホーチミン）
  - クアラルンプール国際空港（クアラルンプール）
- 南アジア
  - インディラ・ガンディー国際空港（デリー）
- 東アジア
  - 北京首都国際空港（北京）

またベラヴィアとS7航空とのコードシェア契約を結んでいる。

## 保有機材
2025年4月現在、トルクメニスタン航空の機材は以下の通りである。
| 機材                      | 運用機数 | 発注機数 |                   |   |   |
| ------------------------- | -------- | -------- | ----------------- | - | - |
| ボーイング737-700         | 5        | ‐        |                   |   |   |
| ボーイング737-700         | 5        | ‐        | ボーイング737-800 | 8 | ‐ |
| ボーイング777-300ER       | 2        | ‐        |                   |   |   |
| エアバスA330-200          | 2        |          |                   |   |   |
| ボンバルディアBD-700-2A12 | 1        |          |                   |   |   |
| ボンバルディアCRJ700      | 1        |          |                   |   |   |
| 計                        | 23       | 0        |                   |   |   |

トルクメニスタン航空が発注したボーイング製旅客機の顧客番号（カスタマーコード）は2Kで、航空機の形式名は737-72K,737-82K,777-22KLRなどとなる。